# Small Mercies
Small Mercies är den norska gruppen Fra Lippo Lippis andra album och det första där sångaren Per Øystein Sørensen medverkar. I kontrast till det gothrockinfluerade debutalbumet In Silence innehåller det ett mer pianobaserat, poporienterat sound. Låten A Small Mercy omarbetades till Everytime I See You som senare blev en singelhit för gruppen.
Small Mercies återutgavs 2003 tillsammans med In Silence som albumet The Early Years.

## Låtförteckning
1. "Some Things Never Change"
2. "A Small Mercy"
3. "Barrier"
4. "Sense of Doubt"
5. "The Treasure"
6. "Slow Sway"
7. "Now and Forever"
8. "French Painter Dead"

## Medverkande
- Rune Kristoffersen - Keyboards, gitarr, basgitarr
- Per Øystein Sørensen - Sång
- Morten Sjøberg - Trummor